# Мердинян, Арутюн Гегамович
Арутюн Гегамович Мердинян (арм. Հարություն  Մերդինյան; род. 16 августа 1984, Ереван, Армянская ССР) — армянский гимнаст, обладатель кубка мира (2015), а также чемпион (2016, 2022), серебряный (2015) и двукратный бронзовый призёр чемпионата Европы в упражнениях на коне (2011, 2012)

## Биография
Арутюн Мердинян родился 16 августа 1984 года в Ереване. В 1989 году в возрасте 5 лет родители привели его в секцию спортивной гимнастики. В 15 лет он был впервые приглашён в сборную Армении. Спустя 2 года после своего первого приглашения дебютировал на чемпионате Европы. 
Арутюн Мердинян выступает в нескольких дисциплинах, однако его наилучшие достижения связаны с упражнениями на коне. В 2011 году на  чемпионате Европы в Берлине в упражнениях на коне выиграл бронзовую медаль, которая была первой медалью на первенствах континента, завоёванной гимнастами Армении после обретения этой страной независимости. В декабре 2012 года на международном турнире Кубок имени олимпийского чемпиона Михаила Воронина, в упражнениях на коне занял первое место, став победителем турнира в этой дисциплине. В мае того же года на проходящем во французском городе Монпелье чемпионате Европы повторил своё прошлогоднее достижение и вновь стал бронзовым призёром в упражнениях на коне.

## Спортивные достижения
| Год  | Турнир                     | Место проведения | Вид программы | Место | Очки   | Место (квалиф.) | Очки (квалиф.) |
| ---- | -------------------------- | ---------------- | ------------- | ----- | ------ | --------------- | -------------- |
| 2008 | Чемпионат Европы. Финал.   | Лозанна          | конь          | 5     | 15.125 | 7               | 14.925         |
| 2008 | Кубок мира. Финал.         | Штутгарт         | конь          | 3     | 15.325 | 6               | 14.500         |
| 2008 | Кубок мира «Звёзды мира»   | Москва           | конь          | 4     | 15.550 |                 |                |
| 2010 | Чемпионат мира             | Роттердам        | конь          | 6     | 15.166 | 7               | 15.333         |
| 2011 | Чемпионат Европы           | Берлин           | конь          | 3     | 14.950 | 5               | 14.900         |
| 2012 | Кубок им. Михаила Воронина | Москва           | конь          | 1     |        |                 |                |
| 2012 | Чемпионат Европы           | Монпелье         | конь          | 3     | 15.300 | 6               | 15.200         |
| 2013 | Кубок мира                 | Доха             | конь          | 5     | 14.875 | 6               | 14.550         |
| 2013 | Чемпионат Европы           | Москва           | конь          | 5     | 15,366 | 6               | 15.233         |
| 2014 | Чемпионат мира             | Наньнин          | конь          |       |        | 9               | 15.250         |
| 2015 | Кубок мира                 | Доха             | конь          | 1     | 14.775 | 1               | 14.800         |
| 2015 | Чемпионат Европы           | Монпелье         | конь          | 2     | 15.333 | ?               | ?              |